# 칸시노 코로나19 백신
칸시노 코로나19 백신 또는 콘비데시아(영어: Convidecia)는 중화인민공화국 칸시노 바이오로직스에서 개발한 코로나19 백신이다.

## 기술
이 백신은 아스트라제네카, 스푸트니크V, 얀센 백신과 같은 바이러스 백터 백신이다. 또한 냉장고 온도에서 보관이 가능해 RNA 백신에 비해 보관과 운송이 용이한 장점이 있다. 또한 이 백신은 다른 백신과 달리 1회 접종으로도 항체가 형성된다.

## 효능
3상 임상시험 결과 이 백신은 중증 예방에서는 90.98%, 감염 방지에 대해서는 65.7%의 예방효과를 보였다.

## 사용국가
캔시노 백신이 사용 승인된 국가는 다음과 같다.

### 일반용으로 승인한 국가
- 중화인민공화국[3]

### 긴급사용승인한 국가
- 칠레[4]
- 헝가리[5]
- 말레이시아
- 몰도바
- 파키스탄[6]